# Mbamba Bay
Mbamba oder Mbamba Bay liegt in der Region Ruvuma am tansanischen Ufer des Malawisees. Die Kleinstadt hatte bei der Volkszählung 2012 rund 10.000 Einwohner und ist das Verwaltungszentrum des Distriktes Nyasa.

## Geografie
Mbamba Bay befindet sich etwa 40 Kilometer nördlich der Grenze zu Mosambik in 470 Meter Seehöhe. Die Regionshauptstadt Songea liegt 120 Kilometer Luftlinie und 165 Straßenkilometer im Nordosten.
Das Klima ist tropisch. Niederschläge fallen, abgesehen von einer kurzen Trockenzeit im Winter, das ganze Jahr über. Die Durchschnittstemperatur liegt bei 23,9 Grad Celsius. Am wärmsten ist es mit 26,2 Grad im November, der kühlste Monat ist der Juli mit 20,6 Grad Celsius.
|                        | Jan  | Feb  | Mär  | Apr  | Mai  | Jun  | Jul  | Aug  | Sep  | Okt  | Nov  | Dez  |   |      |
| Mittl. Temperatur (°C) | 25   | 24,9 | 24,5 | 23,9 | 23   | 21,4 | 20,6 | 22   | 24,2 | 26   | 26,2 | 25,1 | ⌀ | 23,9 |
| Mittl. Tagesmax. (°C)  | 26,6 | 26,6 | 26,1 | 25,4 | 24,5 | 23   | 22,3 | 24,1 | 26,6 | 28,2 | 28,2 | 26,8 | ⌀ | 25,7 |
| Mittl. Tagesmin. (°C)  | 23,1 | 23   | 22,6 | 22,2 | 21,2 | 19,7 | 18,8 | 19,8 | 21,9 | 23,7 | 23,9 | 23   | ⌀ | 21,9 |
|                        |      |      |      |      |      |      |      |      |      |      |      |      |   |      |
| Niederschlag (mm)      | 456  | 372  | 468  | 263  | 83   | 39   | 34   | 23   | 14   | 50   | 205  | 470  | Σ | 2477 |

| 23,1 |

| 23 |

| 22,6 |

| 22,2 |

| 21,2 |

| 19,7 |

| 18,8 |

| 19,8 |

| 21,9 |

| 23,7 |

| 23,9 |

| 23 |

| 23,1 |

| 23 |

| 22,6 |

| 22,2 |

| 21,2 |

| 19,7 |

| 18,8 |

| 19,8 |

| 21,9 |

| 23,7 |

| 23,9 |

| 23 |

## Geschichte
Bereits in der Deutschen Kolonialzeit gab es Pläne für eine Eisenbahnstrecke von der Küstenstadt Mtwara nach Mbamba Bay, die jedoch nicht umgesetzt wurden.
Seit vielen Jahren betreibt die Entwicklungsgemeinschaft des südlichen Afrika (SADC) dieses Eisenbahnprojekt, um die Kohle- und Erzlagerstätten in diesem Gebiet zu erschließen. Im Jahr 2013 hat die Tanzania Railway Asset Holding Company eine Machbarkeitsstudie ausgeschrieben.

## Infrastruktur
- Hafen: Mbamba Bay ist einer der vier größten tansanischen Häfen am Malawisee und steht unter der Verwaltung der Tanzania Ports Authority.[6]
- Straßen: Die Stadt ist über die Nationalstraße T12 mittlerweile durchgängig über eine asphaltierte Straße mit Songea verbunden. Den See entlang verläuft eine nicht asphaltierte Regionalstraße.[7]

## Sonstiges
Im Malawisee findet man den nach dem Ort benannten Buntbarsch Labidochromis sp. Mbamba.